# La Iglesuela del Cid
La Iglesuela del Cid – gmina w Hiszpanii, w prowincji Teruel, w Aragonii, o powierzchni 40,29 km². W 2011 roku gmina liczyła 496 mieszkańców.